# Pierre Itier
Pierre Itier, le cardinal de Dax (né au château de Beaumont en Aquitaine  et mort à Avignon, le 20 mai 1367) est un cardinal français du XIVe siècle. Il est l'oncle du pseudo-cardinal Raimond Ithier.

## Repères biographiques
Pierre Itier est élu évêque de Dax en 1359. Il est créé cardinal par le pape Innocent VI lors du consistoire du 17 septembre 1361.